# Il figlio di Zorro
Il figlio di Zorro è un film del 1973 diretto da Gianfranco Baldanello.

## Trama
Il giovane nobile Don Ricardo Villaverde vive in Messico, governato dall'imperatore Massimiliano e guidato dal governatore Leblanche. Zorro, combatte per i poveri peoni e ribelli che soffrono sotto il governatore e quindi per la rivoluzione in corso. Mentre attende un carico di armi destinato ai rivoluzionari, l'Alcalde della città di San Ramon, Don Herrera Coser, capo dei ribelli, viene ucciso; sua figlia Donna Conchita fugge con l'aiuto di Zorro. Nel frattempo, le armi diventano proprietà dei ribelli, che ne equipaggiano i peoni e danno inizio alla rivoluzione, facendo fuggire il governatore e sua moglie.  Zorro, che ha reso possibile e sostenuto tutti questi avvenimenti, va a casa dell'infelice Conchita sposata e le si rivela.